# Theodor Petersen

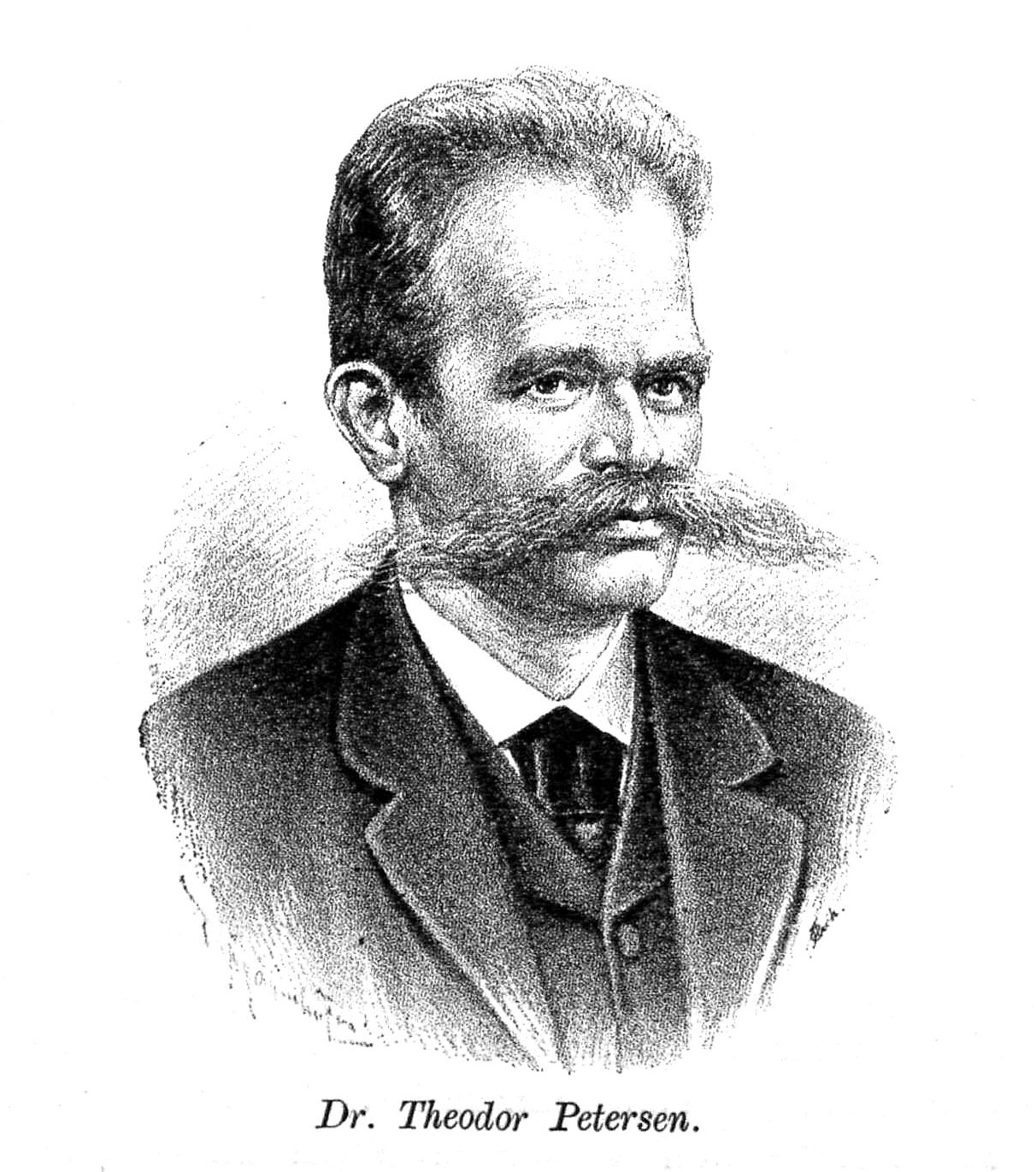
Theodor Petersen

Carl Theodor Petersen (* 9. April 1836 in Hamburg; † 15. Dezember 1918 in Frankfurt am Main) war ein deutscher Chemiker und Alpinist.
Theodor Petersen war Mitbegründer der Frankfurter Chemischen Gesellschaft und Vorsitzender des Physikalischen Vereins in Frankfurt am Main.
Darüber hinaus gilt er als wissenschaftlicher Erschließer und Erforscher der Ötztaler Alpen. Petersen führte Vermessungen und Erstbesteigungen durch. Er war der erste Zentralpräsident des Deutschen und Österreichischen Alpenvereins. Nach ihm wurde die Petersenspitze (3472 Meter) in den Ötztaler Alpen benannt.

## Leben
Theodor Petersen war der Sohn des Hamburger Kaufmanns Theodor Johann Petersen und der Caroline Petersen geb. Kolls.
Nach dem Großen Brand von Hamburg 1842 übersiedelte die Familie nach Mainz, wo Petersen 1852 das Abitur ablegte. Ab 1853 studierte er Chemie in Göttingen bei Friedrich Wöhler und in Heidelberg bei Robert Bunsen.
1857 wurde er in Göttingen zum Dr. phil. promoviert und arbeitete als Assistent an der Technischen Fachschule in Karlsruhe. 1860 war er Begründer und Inhaber einer chemischen Fabrik in Offenbach, ab 1865 Inhaber eines chemisch-technischen Privatlaboratoriums in Frankfurt am Main.
Von 1880 bis 1898 war Petersen mehrfach Vorsitzender des Physikalischen Vereins in Frankfurt am Main, wo er die elektrotechnische Abteilung schuf und 1898 die Gründung des ersten medizinischen Röntgen-Instituts anregte.
Die 1889 gegründete Elektrotechnische Lehranstalt des Physikalischen Vereins gilt als die erste Elektrotechnikerschule Deutschlands.
1869 gründete Petersen zusammen mit Leo Gans, Heinrich Roessler, Julius Ziegler und Ph. Fresenius die Frankfurter Chemische Gesellschaft, deren Präsident er 1872 wurde.
1896 erhielt Petersen den Professorentitel und 1906 wurde er zum ewigen Mitglied des Physikalischen Vereins ernannt. Im Jahr 1879 wurde er zum Mitglied der Leopoldina gewählt.

## Alpine Tätigkeit

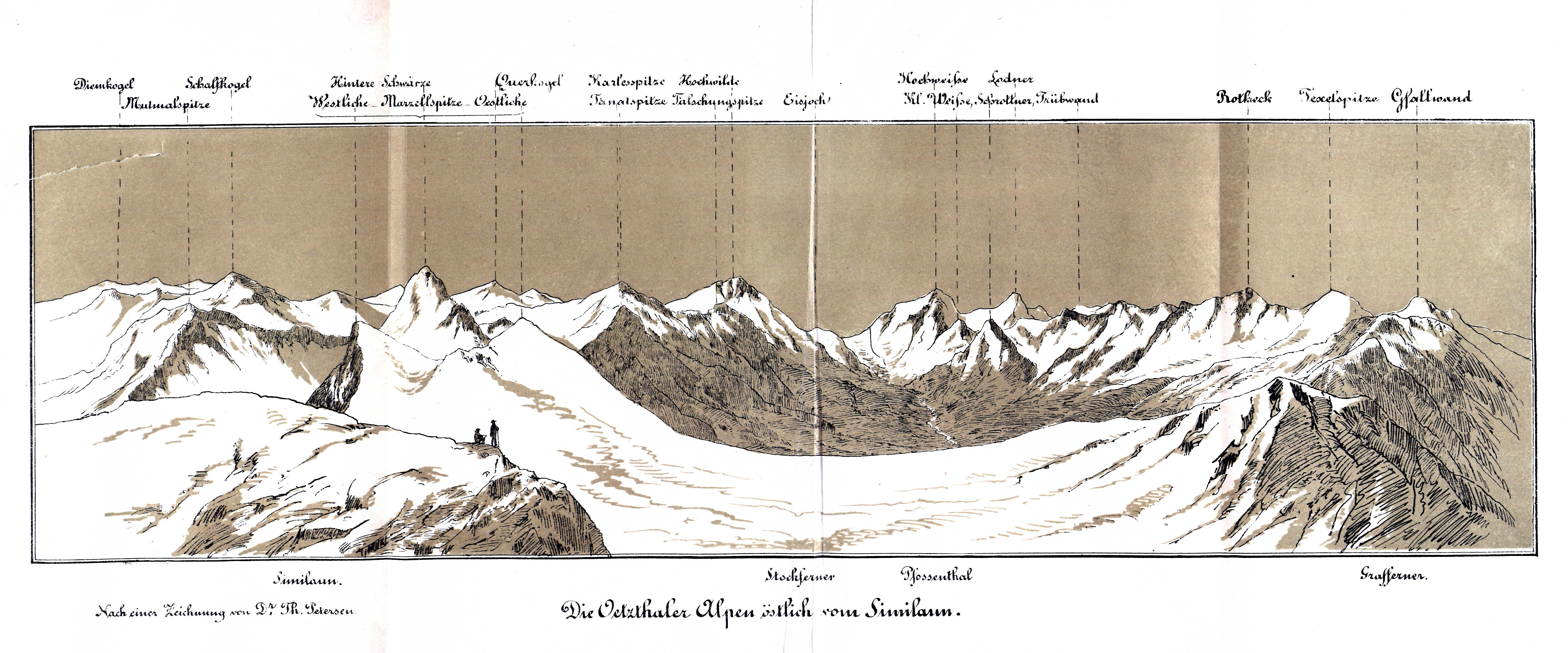
Ötztaler Alpen östlich vom Similaun (Zeichnung von Theodor Petersen um 1872)

Theodor Petersen gehört zu den Männern der ersten Stunde in der Entwicklung des deutschen Alpinismus.
Bereits 1864 trat er dem 1862 gegründeten Österreichischen Alpenverein bei. Nach der Gründung des ersten Deutschen Alpenvereins 1869 in München initiierte er am 3. September 1869 die Gründung der Sektion Frankfurt am Main des Deutschen Alpenvereins, deren Vorsitz er 40 Jahre lang innehatte.
Unter maßgeblicher Mitwirkung Petersens schlossen sich der Deutsche und der Österreichische Alpenverein 1873 auf der Generalversammlung in Bludenz zum Deutschen und Österreichischen Alpenverein zusammen. Als erster Zentralpräsident führte Theodor Petersen die Geschäfte des neuen Vereins 1874 bis 1876. In dieser Eigenschaft war er Begründer und Schriftleiter der Mitteilungen und der Zeitschrift, aus der das Jahrbuch hervorgegangen ist.
Sowohl als Zentralpräsident als auch als langjähriger Präsident der Sektion Frankfurt am Main entfaltete Petersen eine reiche Schaffenstätigkeit bei der Entwicklung des Vereinswesens, der kartographischen Erschließung und der Entwicklung des Wege- und Hüttenbaus der Ötztaler Alpen, dem Sektionsgebiet der Sektion Frankfurt am Main, darunter fallen die Gründung des Gepatschhauses am 21. Juli 1873 und des Taschachhauses am 27. Juli 1874.
1883 gab Petersen die erste Deutsche Touristen Zeitung – Zeitschrift für Touristik, Geographie und Naturkunde heraus.

## Reisen und Erstbesteigungen
In den Ötztaler Alpen unternahm Theodor Petersen zusammen mit einheimischen Bergführern folgende Erstbesteigungen:
1871 Hintere Ölgrubenspitze, 22. Juli 1871 Texelspitze, 10. Juli 1873 Hinterer Brunnenkogel, 24. Juli 1873 Rofelewand, 1874 Innere Schwarze Schneid, 24. September 1874 Bliggspitze, 28. Juli 1875 Hintere und Mittlere Hintereisspitze, 5. September 1876 Schwarzwandspitze, 4. September 1886 Verpeilspitze, 1892 Schwabenkopf, 23. August 1893 Rostizkogel.
Petersens alpine Forschungsreisen führten ihn nach Frankreich (Besteigung des Grand Pelvoux und des Mont Blanc), in die Schweiz (Besteigung von Jungfrau und Matterhorn) und nach Italien (1884 Besteigung des Ätna). Zusammen mit dem Zoologen Wilhelm Kobelt bereiste er das nordafrikanische Atlasgebirge.

### Persönliches
Theodor Petersen wurde als persönlich bescheiden und von großer Liebenswürdigkeit beschrieben. Charakterisierungen betonen seine scharfe Rednergabe und Freiheitsliebe.
Er war unverheiratet und verstarb am 15. Dezember 1918. Ein Reliefporträt, gestaltet von Julius Hülsen, schmückt sein Ehrengrab auf dem Frankfurter Hauptfriedhof.
Theodor Petersen ist der Enkel des Lübecker Prokurators und Gerichtspräsidenten Johann Georg Petersen (1764–1825), der Großneffe von Johann Friedrich Petersen (1760–1845) und der Onkel des hannoverschen Unternehmers Richard Petersen (1868–1941).

## Veröffentlichungen
- Veröffentlichungen zur organischen und analytischen Chemie, zur Strukturchemie und Mineralogie
- alpine Aufsätze in den Reihen der Zeitschrift und den Mitteilungen des Deutschen und Österreichischen Alpenvereins
  - Beispielhaft: Theodor Petersen: Aus den Oetzthaler Alpen – Reiseberichte und Topographische Beiträge, 1876